# Roeselia triangulalis
Roeselia triangulalis är en fjärilsart som beskrevs av John Henry Leech 1888. Roeselia triangulalis ingår i släktet Roeselia och familjen trågspinnare. Inga underarter finns listade.